# Дигай Наталія Миколаївна
Наталія Миколаївна Дигай (нар. 1 квітня 1973) — радянська, українська та російська футболістка. Виступала за збірну Росії. Майстер спорту Росії (2003).

## Клубна кар'єра
Наприкінці 1980-х та на початку 1990-их років виступала за луганську «Луганочку», разом з якою домоглася виходу з першого дивізіону до вищого. З 1992 по 1994 рік виступала за луганську «Юнісу», яка в 1994 році переїхала до Києва.
У 1995 році — гравчиня воронезької «Енергії», яка стала переможцем чемпіонату Росії. У 1996 році перейшла до краснодарської «Кубаночки». Наступного року повертається до України, де у складі макіївської «Сталь-Ніки-ММК» відзначається 13-ма голами в 6-ти матчах. У 2002 році повернулася в «Енергію». У сезонах 2002 та 2003 років ставала чемпіонкою Росії, а в 2003 році — фіналісткою Кубку Росії. Двічі входила до списку 33-ох кращих футболісток за підсумками сезону (в 2002 і 2003 роках). Брала участь в Кубку УЄФА 2003/04, де відзначилася забитим м'ячем у воротах «Осіека». «Енергія» тоді дійшла до 1/4 фіналу, де поступилася майбутньому переможцю турніру — шведській команді «Умео». 
У 2004 році перебувала в складі «Росіянки» з підмосковних Хімок. Разом з командою доходила до фіналу Кубку, де «Росіянка» програла тольяттинській «Ладі» за сумою двох матчів. У наступному сезоні стала футболісткою «Рязань-ВДВ».
У 2007 році разом з Тетяною Зайцевої займалася комплектацією відродженої «Кубаночки», яка знову заявилася для участі в змаганнях. Дигай грала на позиції захисника, але при необхідності ставала на ворота. У команді вона також була капітаном.

## Кар'єра в збірній
Незважаючни на українське коріння, вирішила виступати за збірну Росії. 16 травня 2004 року зіграла у матчі кваліфікації чемпіонату Європи 2005 проти Франції (0:3), в якій отримала попередження й замінена в перерві матчу. У наступному матчі збірної (6 червня) проти Греції (1:0) провела повний матч.

## Кар'єра тренера
У 2008 році під час виступів за «Кубаночку», увійшла до тренерського штабу під керівництвом Тетяни Зайцевої. У 2008 і 2009 роках грала за збірну Краснодарського краю на турнірі «Кубанська весна». Окрім цього, в 2008 році працювала тренером збірної Південного федерального округу дівчат 1989-1990 років народження. Керувала збірної «Регіон "Південь"» на турнірі «Кубанська весна» 2010 року.
У 2011 році працювала тренером краснодарської «Южанки-СДЮСШОР № 9». Також в цьому році деякий час була виконуючою обов'язки головного тренера «Кубаночки». У 2012 році отримала тренерську категорію «С». Під керівництвом Дигай молодіжна команда «Кубаночка» стала срібним призером чемпіонату Росії серед молодіжних команд. У 2013 році увійшла до тренерського штабу Зайцевої, яка очолила студентську збірну Росії. У 2014 році була старшим тренером у другій команді «Кубаночки» і тренером збірної Краснодарського краю. Під керівництвом Дигай СДЮСШОР № 9 завоював срібло першості Росії 2014 року серед дитячо-юнацьких спортивних шкіл.
У 2015 році очолювала збірну Краснодарського краю на першості Росії серед дівчат молодше 19 років і Спартакіаді учнів Росії. У 2017 році керувала «Кубаночкою-М», яка виступала в першому дивізіоні та була старшим тренером в основній команді. На турнірі «Кубанська весна» 2017 року була тренером молодіжної збірної Краснодарського краю. Виводила молодіжну команду «Кубаночка» у фінал Кубка Краснодарського краю і першого дивізіону Росії в 2018 році. У 2019 привела збірну Краснодарського краю до срібних медалей IX літньої юнацької Спартакіади учнів Росії.
Серед її вихованок футболістка Юлія Гріченко, Наталя Становова, Тетяна Щербак і Вікторія Носенко.

## Досягнення
«Енергія»
- Чемпіонат Росії
  -  Чемпіон (3): 1995, 2002, 2003

- Кубок Росії
  -  Володар (1): 2002

«Росіянка»
- Кубок Росії
  -  Фіналіст (1): 2004